# Taj Gibson
Taj Jami Gibson (Brooklyn, 24 giugno 1985) è un cestista statunitense, professionista nella NBA.

## Carriera
Gibson ha giocato alla University of Southern California, dove è stato membro della confraternita Phi Kappa Psy. Nel 2007, a 22 anni di età, è stato inserito nel quintetto Pac-10 All freshman.
Ha concluso la stagione 2008-09 con i Trojans facendo registrare 14,3 punti, 9 rimbalzi, 2,9 stoppate, 1,3 assist e 1 recupero di media.
Il 26 giugno 2009 venne selezionato al Draft NBA 2009 come 26ª scelta dai Chicago Bulls.
Il 23 febbraio 2017, con Doug McDermott, venne ceduto agli Oklahoma City Thunder in cambio di Cameron Payne, Anthony Morrow, Joffrey Lauvergne e la seconda scelta del 2018.
Il 1º luglio 2019 firma coi New York Knicks.

## Statistiche

### NCAA
| Anno      | Squadra     | PG  | PT  | MP   | TC%  | 3P% | TL%  | RP  | AP  | PRP | SP  | PP   |
| --------- | ----------- | --- | --- | ---- | ---- | --- | ---- | --- | --- | --- | --- | ---- |
| 2006-2007 | USC Trojans | 37  | 35  | 32,4 | 55,8 | -   | 62,3 | 8,7 | 1,5 | 0,5 | 1,9 | 12,2 |
| 2007-2008 | USC Trojans | 33  | 32  | 32,1 | 58,0 | -   | 59,4 | 7,9 | 1,3 | 0,7 | 2,6 | 10,8 |
| 2008-2009 | USC Trojans | 35  | 35  | 33,7 | 60,1 | -   | 65,9 | 9,0 | 1,3 | 1,0 | 2,9 | 14,3 |
| Carriera  | Carriera    | 105 | 102 | 32,7 | 58,0 | -   | 62,9 | 8,5 | 1,4 | 0,7 | 2,4 | 12,5 |

#### Massimi in carriera
- Massimo di punti: 25 vs Pepperdine (15 dicembre 2008)[3]
- Massimo di rimbalzi: 18 (3 volte)
- Massimo di assist: 5 (7 volte)
- Massimo di palle rubate: 3 (5 volte)
- Massimo di stoppate: 7 vs Oregon (4 gennaio 2007)
- Massimo di minuti giocati: 45 vs California-Berkeley (26 febbraio 2009)

### NBA

#### Regular Season
| Anno      | Squadra            | PG    | PT  | MP   | TC%  | 3P%  | TL%  | RP  | AP  | PRP | SP  | PP   |
| --------- | ------------------ | ----- | --- | ---- | ---- | ---- | ---- | --- | --- | --- | --- | ---- |
| 2009-2010 | Chicago Bulls      | 82    | 70  | 26,9 | 49,4 | -    | 64,6 | 7,5 | 0,9 | 0,6 | 1,3 | 9,0  |
| 2010-2011 | Chicago Bulls      | 80    | 19  | 21,8 | 46,6 | 12,5 | 67,6 | 5,7 | 0,7 | 0,5 | 1,3 | 7,1  |
| 2011-2012 | Chicago Bulls      | 63    | 0   | 20,4 | 49,5 | -    | 62,2 | 5,3 | 0,7 | 0,4 | 1,3 | 7,7  |
| 2012-2013 | Chicago Bulls      | 65    | 5   | 22,4 | 48,5 | 0,0  | 67,9 | 5,3 | 0,9 | 0,4 | 1,4 | 8,0  |
| 2013-2014 | Chicago Bulls      | 82    | 8   | 28,7 | 47,9 | 0,0  | 75,1 | 6,8 | 1,1 | 0,5 | 1,4 | 13,0 |
| 2014-2015 | Chicago Bulls      | 62    | 17  | 27,3 | 50,2 | -    | 71,7 | 6,4 | 1,1 | 0,6 | 1,2 | 10,3 |
| 2015-2016 | Chicago Bulls      | 73    | 55  | 26,5 | 52,6 | 0,0  | 69,2 | 6,9 | 1,5 | 0,6 | 1,1 | 8,6  |
| 2016-2017 | Chicago Bulls      | 55    | 55  | 27,3 | 52,1 | 16,7 | 71,4 | 6,9 | 1,1 | 0,5 | 0,9 | 11,6 |
| 2016-2017 | Oklahoma Thunder   | 23    | 16  | 21,2 | 49,7 | 100  | 71,8 | 4,5 | 0,6 | 0,6 | 0,7 | 9,0  |
| 2017-2018 | Minnesota T'wolves | 82    | 82  | 33,2 | 57,7 | 20,0 | 76,8 | 7,1 | 1,2 | 0,8 | 0,7 | 12,2 |
| 2018-2019 | Minnesota T'wolves | 70    | 57  | 24,1 | 56,6 | 32,4 | 75,7 | 6,5 | 1,2 | 0,8 | 0,6 | 10,8 |
| 2019-2020 | N.Y. Knicks        | 62    | 56  | 16,5 | 58,4 | 28,6 | 73,2 | 4,3 | 0,8 | 0,4 | 0,5 | 6,1  |
| 2020-2021 | N.Y. Knicks        | 45    | 3   | 20,8 | 62,7 | 20,0 | 72,7 | 5,6 | 0,8 | 0,7 | 1,1 | 5,4  |
| 2021-2022 | N.Y. Knicks        | 52    | 4   | 18,2 | 51,8 | 39,5 | 80,8 | 4,4 | 0,6 | 0,4 | 0,8 | 4,4  |
| 2022-2023 | Wash. Wizards      | 49    | 2   | 9,8  | 52,0 | 33,3 | 71,4 | 1,9 | 0,7 | 0,3 | 0,2 | 3,4  |
| 2023-2024 | N.Y. Knicks        | 16    | 1   | 10,3 | 30,4 | 0,0  | 100  | 1,8 | 0,6 | 0,1 | 0,4 | 1,0  |
| 2023-2024 | Detroit Pistons    | 4     | 0   | 9,8  | 57,1 | 50,0 | -    | 2,3 | 0,5 | 0,3 | 0,3 | 4,5  |
| 2024-2025 | Charlotte Hornets  | 37    | 11  | 11,1 | 49,5 | 50,0 | 60,0 | 3,2 | 0,6 | 0,2 | 0,5 | 2,9  |
| Carriera  | Carriera           | 1.002 | 461 | 23,0 | 51,7 | 26,6 | 71,2 | 5,7 | 0,9 | 0,5 | 1,0 | 8,4  |

#### Play-off
| Anno     | Squadra            | PG | PT | MP   | TC%  | 3P% | TL%  | RP  | AP  | PRP | SP  | PP   |
| -------- | ------------------ | -- | -- | ---- | ---- | --- | ---- | --- | --- | --- | --- | ---- |
| 2010     | Chicago Bulls      | 5  | 5  | 29,0 | 42,1 | -   | 54,5 | 7,0 | 0,6 | 0,2 | 0,6 | 7,6  |
| 2011     | Chicago Bulls      | 16 | 0  | 17,8 | 56,6 | 0,0 | 60,0 | 4,1 | 0,6 | 0,3 | 1,4 | 5,9  |
| 2012     | Chicago Bulls      | 6  | 0  | 22,8 | 45,7 | -   | 68,2 | 6,5 | 0,7 | 0,7 | 1,7 | 9,5  |
| 2013     | Chicago Bulls      | 12 | 0  | 17,2 | 47,0 | 0,0 | 72,7 | 3,0 | 0,3 | 0,3 | 0,5 | 6,5  |
| 2014     | Chicago Bulls      | 5  | 0  | 30,8 | 56,1 | -   | 75,0 | 6,2 | 0,4 | 0,4 | 2,4 | 18,2 |
| 2015     | Chicago Bulls      | 12 | 2  | 23,0 | 47,2 | -   | 70,0 | 5,5 | 1,0 | 0,3 | 1,0 | 7,4  |
| 2017     | Oklahoma Thunder   | 5  | 5  | 23,6 | 60,0 | -   | 87,5 | 3,6 | 0,6 | 0,2 | 0,0 | 9,8  |
| 2018     | Minnesota T'wolves | 5  | 5  | 24,6 | 63,6 | -   | 100  | 4,0 | 0,4 | 0,2 | 0,4 | 6,2  |
| 2021     | N.Y. Knicks        | 5  | 3  | 27,6 | 60,0 | -   | 100  | 7,0 | 0,8 | 1,6 | 1,0 | 5,0  |
| Carriera | Carriera           | 71 | 20 | 22,3 | 51,9 | 0,0 | 70,9 | 4,9 | 0,6 | 0,4 | 1,0 | 7,8  |

#### Massimi in carriera
- Massimo di punti: 32 vs Washington Wizards (27 aprile 2014)[4]
- Massimo di rimbalzi: 19 vs Atlanta Hawks (2 febbraio 2012)
- Massimo di assist: 7 vs Washington Wizards (24 febbraio 2016)
- Massimo di palle rubate: 4 (5 volte)
- Massimo di stoppate: 6 (4 volte)
- Massimo di minuti giocati: 48 vs Brooklyn Nets (1º febbraio 2013)

## Palmarès
- McDonald's All-American Game (2008)
- NBA All-Rookie First Team (2010)